# Бобліво
Бобліво (пол. Bobliwo) — село в Польщі, у гміні Ізбиця Красноставського повіту Люблінського воєводства.
Населення — 175 осіб (2011).
У 1975-1998 роках село належало до Замойського воєводства.

## Демографія
Демографічна структура станом на 31 березня 2011 року:
|          | Загалом | Допрацездатний вік | Працездатний вік | Постпрацездатний вік |
| -------- | ------- | ------------------ | ---------------- | -------------------- |
| Чоловіки | 101     | 16                 | 74               | 11                   |
| Жінки    | 74      | 7                  | 42               | 25                   |
| Разом    | 175     | 23                 | 116              | 36                   |